# Брунне, Ева
Ге́рда Е́ва Сеси́лия Бру́нне (швед. Gerd Eva Cecilia Brunne; род. 7 марта 1954, Мальмё) — епископ Стокгольмского диоцеза Церкви Швеции с 8 ноября 2009 года, открытая лесбиянка.

## Биография
После окончания Лундского университета по теологии Ева Брунне была в 1978 году рукоположена́ в сан пастора диоцеза Лунда. Сначала служила пастором в Карлскруне. 8 лет была пастором в Сундбюберге, затем во Флемингсберге, тоже 8 лет.
С 2006 года Ева Брунне была деканом диоцеза Стокгольма.
В мае 2009 года в Церкви Швеции состоялись очередные выборы епископа. Ева Брунне была избрана епископом Стокгольма 413 голосами против 365 голосов. Так Брунне стала пятой женщиной-епископом в Швеции и первой открытой лесбиянкой, занявшей пост епископа в Лютеранской Церкви.
8 ноября 2009 года Брунне была рукоположена́ в сан епископа Стокгольма вместе с Тууликки Койвунен-Бюлунд (в епископы Хернёсанда) на торжественном богослужении в Кафедральном соборе в Уппсале. После облачения в епископы, принятия митры и епископского пасторала в соборе раздались бурные аплодисменты. При принятии сана епископа Ева Брунне выбрала девиз «Невзирая на лица» — цитата из Послания Иакова 2:1 — это выражение является весьма популярной шведской пословицей.
По сообщениям некоторых СМИ, церемонию рукоположения бойкотировали представители некоторых национальных церквей; согласно разъяснениям Андерса Вейрюда, архиепископа и главы Церкви Швеции, заявившие о своём неприезде высшие церковные иерархи и так обыкновенно не приезжают на подобные церемонии, ограничиваясь делегированием своих представителей.
Её проповедь на служении перед открытием сессии Риксдага, содержавшая высказывания против расизма и ксенофобии, вызвала протест депутатов от ультраправой партии «Шведские демократы», впервые прошедшей в парламент, которые покинули помещение церкви.
В 2015 году Ева Брунне предложила снять с церкви в порту Стокгольма кресты, чтобы она стала более привлекательной для представителей всех религий, прибывающих в страну, а также с той же целью оборудовать в ней молельные комнаты для мусульман.

## Личная жизнь
Брунне проживает в однополом браке с Гуниллой Линден (швед. Gunilla Lindén), которая также священник. Их отношения получили благословение церкви. Пара воспитывает сына.